# Chimerica
Chimerica è un’opera teatrale della drammaturga britannica Lucy Kirkwood, debuttata a Londra nel 2013. La pièce ottenne recensioni molto positive e vinse il Laurence Olivier Award e l’Evening Standard Award alla migliore nuova opera teatrale.

## Trama
A Joe Schofield, il fotografo del celebre scatto del rivoltoso sconosciuto che sfida i carrarmati in piazza Tienanmen, viene rivelato che il soggetto misterioso potrebbe ora vivere negli Stati Uniti. Affronta dunque un viaggio nella comunità cinese statunitense, che mette a rischio il suo lavoro, le sue amicizie e la sua relazione. Intanto a Pechino il contatto di Joe, Zhang Lin, ha i suoi problemi: il vicino è morto di avvelenamento da smog e, dopo aver fatto trapelare la notizia, viene arrestato e torturato.

## Produzioni
La pièce andò in scena all’Almeida Theatre di Londra dal 20 maggio al 6 luglio 2013, prima di essere trasferita nel West End londinese. Il cast principale comprendeva Stephen Campbell Moore (Joe) e Benedict Wong (Zhang). Il dramma vinse cinque Laurence Olivier Award: migliore opera teatrale, miglior regia (Lyndsey Turner), migliori luci (Tim Lutkin e Finn Ross), miglior sound design (Carolyn Downing) e miglior scenografia (Es Devlin).